# Björn Sjödén
Björn Sjödén, född 1977, är en svensk kognitionsvetare och lektor vid Högskolan i Halmstad Han doktorerade 2015 vid Lunds Universitet med avhandlingen "What makes good educational software?" och har sedan dess publicerat flera debattartiklar
2023 ledde en artikel publicerad i nättidningen Skola och Samhälle tillsammans med Agneta Gulz och Magnus Haake till debatt inom skolvärlden, där forskarna menade att svensk skola i högre grad bör bygga på en vetenskaplig grund. De tre publicerade ytterligare artiklar i Vi lärare kring samma ämne som även de väckte uppmärksamhet. Skolverkets generaldirektör Peter Fredriksson svarade på kritiken från forskarna i en annan artikel i Vi lärare, där han till stor del höll med om kritiken från forskarna, men kritiserade det han menade ledde till mytbildning kring Skolverket.
Han är även föreläsare och i september 2023 medverkade han på Bokmässan i Göteborg. I december 2023 medverkade han på Learning Forum i Göteborg, tillsammans med bland annat Jonas von Essen.
Under 2019 drev han podcasten Mycket Hjärna tillsammans med Betty Tärning och Kalle Palm, där de diskuterade forskning kring lärande och hur denna forskning kan implementeras i undervisningsmiljöer